# 磯部時基
磯部 時基（いそべ ときもと、生没年不詳）は、鎌倉時代中期の佐々木氏一族の武将。加地信実の六男。佐々木 時基とも記される。左衛門尉。通称は六郎左衛門。子に基氏がいる。
もともとは加地氏を名乗っていたが、近江国甲賀郡石部（現・滋賀県湖南市）を賜り、石部と名乗らず磯部を名乗った。現在はいしべと発音するがいそべとも発音したためである。